# Jimmy Cowan
James Clews Cowan (16 de juny de 1926 - 20 de juny de 1968) fou un futbolista escocès de la dècada de 1940.
Fou 25 cops internacional amb la selecció d'Escòcia. Pel que fa a clubs, defensà els colors de St Mirren, Greenock Morton, Sunderland AFC i Third Lanark. L'11 de novembre de 2007 fou inclòs a l'Scottish Football Hall of Fame.